# Ротелла
Ротелла (итал. Rotella) — коммуна в Италии, располагается в регионе Марке, в провинции Асколи-Пичено.
Население составляет 973 человек (2008 г.), плотность населения составляет 36 чел./км². Занимает площадь 27 км². Почтовый индекс — 63030. Телефонный код — 0736.
Покровителем коммуны почитается святой Лаврентий, празднование 10 августа.

## Демография
Динамика населения:

## Администрация коммуны
- Официальный сайт: http://web.tiscali.it/webmamik/